# Branko Goropevšek
Branko Goropevšek, slovenski zgodovinar in bibliotekar, * 18. oktober 1966, Celje, † 13. september 2012, Celje.

## Biografija
S šolanjem je pričel v rodnem Preboldu in ga kasneje nadaljeval na eni izmed celjskih gimnazij. Po uspešno opravljeni maturi, je odšel na študij v Maribor in postal študent Pedagoške fakultete, smer zgodovina in geografija. Uspešen zagovor diplomske naloge mu je omogočil prvo zaposlitev na I. gimnaziji v Celju.
Po kratkem pedagoškem delu se je leta 1991 zaposlil v Osrednji knjižnici Celje in že leto kasneje opravil strokovni izpit iz bibliotekarstva. Ob pridobljenem nazivu je karierno pot nadgrajeval na domoznanskem področju in kmalu postal vodja domoznanskega oddelka celjske knjižnice. Kot vodja oddelka je aktivno sodeloval pri razvoju slovenskega domoznanstva; do leta 1997 kot aktivni član koordinacije za domoznanstvo pri Zvezi bibliotekarskih društev Slovenije, leta 1997 pa je bil izvoljen za prvega predsednika novo ustanovljene sekcije za domoznanstvo pri krovnem bibliotekarskem združenju. 
Ob pomoči več štipendij je v obdobju 1993-99 izkoristil priložnost za izobraževanje v tujini. Tako je v letih 1993-94  v Gradcu koristil štipendijo štajerske deželne vlade, leta 1995 na Dunaju, pa enomesečno štipendijo Avstrijskega inštituta za vzhodno in jugovzhodno Evropo. Oktobra 1999 je ob pomoči mednarodne PubliCA Training Placements (CEPP- Centres of Exellence Placement Programme) v berlinski Deželni in mestni knjižnici spoznaval uporabo lokalnih in virtualnih virov v knjižnicah ter njihovo bogato in razvejano domoznansko dejavnost. Leta 2002 je na Filozofski fakulteti v Ljubljani pridobil naziv magister zgodovinskih znanosti. Leta 2009 se je odločil še za vpis na doktorski študij, ki pa je ostal nedokončan. Poleg napredovanj na zgodovinskem področju, so se slednja vrstila tudi v bibliotekarstvu. Leta 2001 je postal direktor celjske knjižnice in se izkazal kot uspešen vodja, veliko pa je prispeval tudi h gradnji novih prostorov, odprtih leta 2010. Leta 2002 je dobil strokovni naziv bibliotekar specialist.
Leta 2011 je postal tudi novi predsednik Nogometnega kluba Celje.

## Izbrana bibliografija
Njegova bibliografija šteje več kot 200 bibliografskih enot. Njihova vsebina temelji na zgodovini Štajerske v obdobju od druge polovice 19. do sredine 20. stoletja. Med bibliografskimi enotami je tudi šest monografskih del:
- Goropevšek, B. (1995). Naše poti : 50 let Novega tednika : prvih 50 let - od Nove poti do Novega tednika. Celje: Cetis.
- -- (1997). Spodnja Savinjska dolina. Žalec: ČZP Savinjski občan.
- -- (1998). Celje na meji evropskega vzhoda in zahoda skozi čas : (oris razvoja slovenske kulture v Celju 1850-1918). Ljubljana: Filozofska fakulteta, Oddelek za slovanske jezike in književnosti.
- -- (2001). Stoletje v Celju : 1900-2000. Celje: Fit Media.
- -- (2003).  Narodna čitalnica v Celju : 1862-1927. Celje: Mestna občina Celje.
- -- (2005). Štajerski Slovenci, kaj hočemo! : slovenska politika na Štajerskem v letih 1906-1914. Celje: Zgodovinsko društvo.

Poleg tega je bil tudi urednik številnih zbornikov in drugih strokovnih publikacij. Kot pisec gesel pa je vrsto let sodeloval z Enciklopedijo Slovenije in pri Slovenski kroniki 19. in 20. stoletja.